# سی‌تی‌ای-۱۰۲
سی‌تی‌ای-۱۰۲ (انگلیسی: CTA-102) که با مختصات B1950 آن 2230+114 (QSR B2230+۱۱۴) و مختصات J2000 آن با نام J2232+1143 (QSO J2232+1143) نیز شناخته می‌شود، یک اختروش از نوع بلیزر است که در اوایل سال‌های دههٔ ۱۹۶۰ توسط مؤسسه فناوری کالیفرنیا کشف شد. این اختروش از زمان کشف آن توسط طیف وسیعی از ابزارها، از جمله WMAP, EGRET, GALEX, VSOP و Parkes مشاهده شده‌است، و از سال ۱۹۹۵ به‌طور منظم توسط آرایه خط پایه بسیار طولانی تصویربرداری شده‌است. در پرتوهای گاما نیز تشخیص داده شده‌است و یک شعلهٔ پرتو گاما نیز از آن تشخیص داده شده‌است.
در سال ۱۹۶۳ نیکلای کارداشف پیشنهاد کرد که منبع رادیویی ناشناس آن زمان می‌تواند شواهدی از تمدن فرازمینی نوع II یا III در مقیاس کارداشف باشد. مشاهدات بعدی در سال ۱۹۶۵ توسط گنادی شولومیتسکی اعلام شد، که دریافت که گسیل رادیویی شیء متفاوت است. زمانی که منبع رادیویی بعداً به عنوان یکی از انواع مختلف اختروش شناخته شد، و در پی آن این ایده که انتشار توسط یک تمدن ایجاد شده‌است رد شد.